# 芝罘条約
芝罘条約（しふうじょうやく、チーフー条約、英語：Chefoo Convention、中国語：烟台条约）は1876年にマーガリー事件に端を発し緊張した両国関係を緩和させるため清とイギリスの間で結ばれた条約。煙台条約ともいう。清側に一方的に不利な内容であり、不平等条約とされる。

## 概要
1876年9月13日、煙台の芝罘の東海関税務司公署で、イギリス公使トーマス・ウェードと清国代表で北洋大臣であった李鴻章によって締結された。
第一部としてマーガリー事件について、
1. 5年間限定でイギリスは雲南省大理他の地区に官吏を派遣・駐在し、通商状況視察をさせること
2. 清政府は賠償金20万両を支払うこと

第二部として
1. イギリスの在華外交官が清の高官との交渉を承認すること

第三部として貿易について、
1. 宜昌、蕪湖、温州、北海の4港開港
2. イギリスは重慶に官吏を駐在させ、四川省の通商を調査することが出来ること
3. 揚子江流域に6ヵ所の汽船立ち寄り港を設置
4. 租界をアヘン以外の外国商品取引時の釐金免除地区とすること
5. 租界未設の開港場では租界を確定すること

さらに特別条項として、
- イギリスが北京から甘粛、青海、四川、チベット経由でインドに探検隊を出す際の安全は清政府が保証すること（イギリスのチベットへの通行権を清が承認することを含む）

などの内容を含んでいた。